# Pomme de terre au four

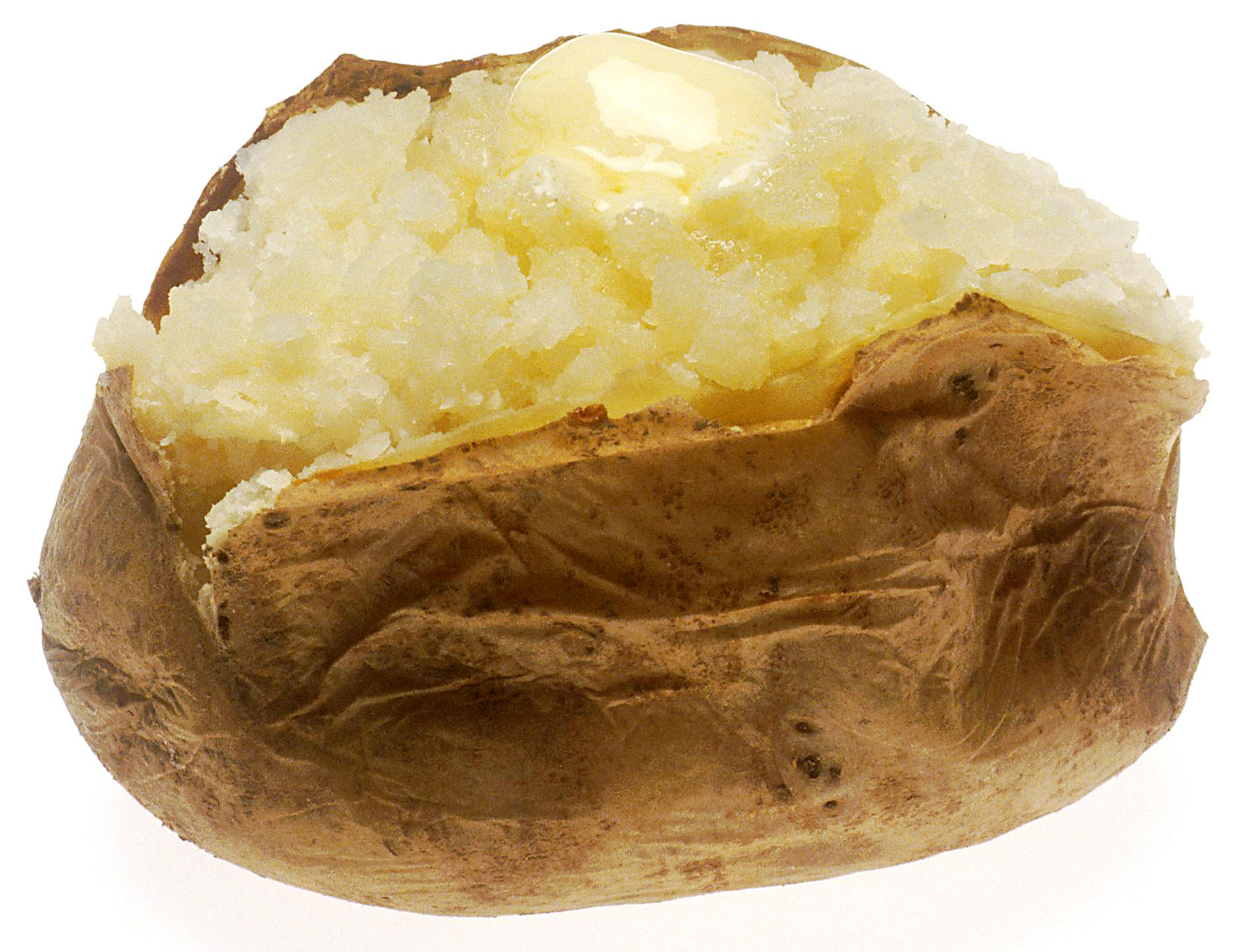
Pomme de terre au four servie avec du beurre

Une pomme de terre au four est le résultat comestible de la cuisson  à sec d'une pomme de terre. Quand elle est bien cuite, une pomme de terre au four a une chair moelleuse et la peau croustillante. Elle peut être servie avec des garnitures variées telles que beurre, fromage, jambon ou  poulet.
Dans d'autres cuisines les garnitures sont totalement ou essentiellement végétales.

## Préparation
Les pommes de terre peuvent être cuites dans un four à convection, un  four à micro-ondes, sur la grille d'un barbecue ou sur un feu ouvert. Certains restaurants utilisent des fours spéciaux conçus spécifiquement pour cuire de grandes quantités de pommes de terre, puis les tenir au chaud, prêtes à être servies.
Avant la cuisson, la pomme de terre doit être bien nettoyée, les yeux et les imperfections de surface ôtés, et on peut éventuellement l'arroser avec de l'huile ou du beurre, et la saler. Il faut piquer la peau avec une fourchette ou un couteau pour permettre à la vapeur de s'échapper pendant la cuisson. Une pomme de terre cuite au micro-ondes pourrait exploser si sa peau n'est pas piquée, en raison de la pression interne provoquée par la vapeur accumulée. Il faut entre une et deux heures pour cuire une pomme de terre dans un four conventionnel. Au four à micro-ondes  six à douze minutes suffisent selon la puissance du four et la taille de la pomme de terre, mais généralement on n'obtient pas une peau croustillante.
Certaines variétés de pommes de terre, comme la Russet Burbank ou la King Edward sont plus adaptées à ce type de cuisson que les autres, en raison de leur taille et de leur texture.
En enveloppant la pomme de terre dans du  papier aluminium avant de la faire cuire dans un four conventionnel, on retient l'humidité interne, tandis qu'en la laissant nue, on obtient une peau croustillante.
En cas de cuisson sur un feu ouvert ou sur les braises d'un barbecue, l'usage du papier aluminium permet d'éviter de brûler la peau. Une pomme de terre enfouie directement dans les braises d'un feu se cuit très bien, mais la peau est en grande partie brûlée et inconsommable.
Une pomme de terre au four est tout à fait cuite lorsque sa température interne atteint 100 °C.
Une fois la pomme de terre cuite, certains en jettent la peau et ne consomment que l'intérieur moelleux et humide, tandis que d'autres apprécient le goût et la texture de la peau croustillante. D'un point de vue nutritionnel, une grande part des vitamines, minéraux et oligo-éléments d'une pomme de terre se trouvent dans la peau ou juste au-dessous. Les pommes de terre cuites dans leur peau peuvent perdre de 20 à 40 % de leur teneur en vitamine C parce que c'est une cuisson lente et que l'inactivation des vitamines peut se poursuivre pendant longtemps. Les pommes de terre de petite taille cuisent plus rapidement que les grandes et donc conservent davantage de leur vitamine C.
Malgré la croyance populaire infondée que les pommes de terre font grossir, la pomme de terre au four peut être utilisée dans le cadre d'un régime diététique

## Variantes
Dans certains cas, on évide l'intérieur des pommes de terre cuites au four, en laissant la peau comme une coquille. La chair peut alors être mélangée à divers autres ingrédients tels que fromage, beurre, crème ou bacon. Les coquilles de peau sont ensuite fourrées à la cuiller avec ce mélange et remises au four pour les réchauffer.

## Variantes régionales

### Amérique du Nord
De nombreux restaurants servent des pommes de terre au four avec diverses garnitures telles que beurre, crème, ciboulette, fromage râpé, et bacon. Ces pommes de terre peuvent accompagner un steak, ou des mets similaires. Elles sont généralement servies à la demande et les clients peuvent les commander à volonté.
L'ajout d'huile et de gros sel sur une pomme de terre avant la cuisson permet de rendre la peau croustillante.
Une pomme de terre assez grosse pour constituer un plat complet, sans autre accompagnement, est une spud.
L'une des plus fameuses pommes de terre au four était celle servie par le Northern Pacific Railroad.
La chanson Great Big Baked Potato (paroles de N.R. Streeter and H. Caldwell ; musique d'Oliver George) a été écrite à propos de cette pomme de terre.

### Royaume-Uni
La pomme de terre au four, appelée Jacket potato, y est populaire depuis de nombreuses années.
Vers le milieu du XIXe siècle, les jacket potatoes étaient vendues dans les rues par des colporteurs pendant les mois d'automne et d'hiver.
A Londres, on a évalué à 10 tonnes la quantité de pommes de terre au four vendues chaque jour de cette manière.
Les garnitures les plus courantes au Royaume-Uni sont les suivantes : fromage et haricots, thon mayonnaise, chili con carne et poulet et bacon.
La nuit de Guy Fawkes était une occasion traditionnelle pour consommer des pommes de terre au four, souvent cuites dans les braises d'un feu de joie, toutefois ce n'est plus très courant et on les consomme de nos jours à toute époque de l'année.
Avec le retour de la restauration rapide vers une alimentation plus diététique, la pomme de terre au four revient dans les rues du Royaume-uni, que ce soit dans des baraques mobiles ou dans des restaurants.

### Turquie
La Kumpir, pomme de terre au four avec diverses garnitures, est un mets populaire dans la restauration rapide en Turquie.
Dans leur forme basique, les pommes de terre sont enveloppées dans du papier aluminium et cuites dans des fours spéciaux. Les pommes de terre sont coupées en deux, et la chair est mixée en purée avec du beurre non salé et du kasseri (fromage).
Toutefois, toutes sortes d'ingrédients peuvent être ajoutés à la pomme de terre : mayonnaise, ketchup, pickles, maïs doux,  tranches de saucisse, carottes,  champignons et salade russe. Les cafés d'Ortaköy à Istanbul vendent des kumpirs très appréciés par les touristes et proposent encore plus d'ingrédients.

### Russie
Bien que la pomme de terre au four avec différentes garnitures ne soit pas considérée comme un plat traditionnel russe, elle a récemment connu un regain de popularité dans la restauration rapide.